# 윙크 노벨
윙크 노벨(Wink Novel)은 서울문화사의 라이트 노벨 브랜드로, 서울문화사에서 발행하는 격주간 순정만화지 ‘윙크’에서 이름을 따왔다.

## 작품 목록
- 마리아님이 보고 계셔 (1~33권)
- 마 시리즈 (오늘부터 마왕) (1~17권, 외전 1~5권)
- 채운국 이야기 (1~20권)
- 궁(宮) (상,하)
- 두근두근 프레이즈 (1~5권, 외전 1권)
- 환상게임 외전 (1~10권)
- 꽃보다 남자 (1~15권)
- 스타와 나 (단권)
- 열대야 (단권)
- 반짝반짝 작은별 (1~2권)
- 첫키스 (1~2권)
- 그리고 반지는 고백한다 (단권)
- 마르타사기는 탐정입니까? (1~4권)
- 천행기 (1권)